# Светлана Златић
Светлана Златић (Београд, 1948.) српска је сликарка.

## Биографија
Светлана Златић је 1973. дипломирала на Факултету ликовних уметности у класи професора Младена Србиновића.